# Насінний зачаток
Насінний зачаток — жіночий орган у насінних рослин, в якому формується жіночий гаметофіт, відбувається запліднення, розвиток зародка і ендосперму із якого після запліднення розвивається насінина.
Будова насінних зачатків квіткових рослин багато в чому схожа з будовою насінних зачатків голонасінних.